# I-91
I-91 (Interstate 91) — межштатная автомагистраль в Соединённых Штатах Америки, длиной 290,37 мили (467,31 км). Проходит по территории трёх штатов.
| Штат  | миль | км   |
| ----- | ---- | ---- |
| CT    | 57,6 | 92,7 |
| MA    | 54,9 | 88,4 |
| VT    | 177  | 285  |
| Всего | 290  | 467  |

## Маршрут магистрали

### Коннектикут
Interstate 91 — ключевая автомагистраль, проходящая с севера на юг через центральную часть Коннектикута. Начинается немного восточнее центра города Нью-Хейвен, на пересечении с I-95. В городе Мериден от I-91 отходит вспомогательная трасса I-691, соединяющая её с I-84. В черте города Хартфорд I-91 пересекает I-84.

### Массачусетс
По территории Массачусетса I-91 проходит около 90 км. Является одной из основных магистралей, соединяющих Спрингфилд, Нортгемптон и Гринфилд. В Спрингфилде I-91 пересекает I-291 — вспомогательную магистраль, соединяющую I-91 с I-90.

### Вермонт
Границу со штатом Вермонт I-91 пересекает в городе Гилфорд. Затем I-91 проходит через города Брэттлборо, Патни, Вестминстер, Рокингхэм, Хартленд и Хартфорд. В  Весь маршрут магистрали располагается неподалёку от границы с Нью-Гэмпширом. В Уайт-Ривер-Джанкшн располагается развязка, на которой I-91 пересекает I-89. Неподалёку от Сент-Джонсбери находится развязка Interstate 91 и Interstate 93. После пересечения реки Бартон I-91 пересекает границу с Канадой и становится A-55.

## Основные развязки
- I-84 / US 6 / US 44, Хартфорд
- I-90, Спрингфилд
- I-89, Уайт-Ривер-Джанкшн
- I-93, Сент-Джонсбери

## Вспомогательные трассы
- I-291:
- I-391:
- I-691: